# Phantom Secure
Phantom Secure fue una empresa canadiense que proveía el servicio de teléfonos móviles seguros modificados, que estaban equipados con un interruptor de seguridad operado a distancia. Después de su cierre, los usuarios que eran  criminales huyeron a alternativas como ANOM, que resultó ser un honeypot (señuelo) dirigido por el FBI .

## Detención de Vincent Ramos
El director ejecutivo Vincent Ramos fue arrestado en el restaurante Over Easy ubicado en Bellingham, Washington, el 7 de marzo de 2018. En ese momento Ramos vivía en Richmond, Columbia Británica en Canadá. Ramos se convirtió en testigo del estado en el mes de junio. Vincent Ramos no proporcionó información de inicio de sesión ni puertas traseras al sistema Phantom Secure, decidió en su lugar cumplir la pena máxima impuesta, que era de nueve años de prisión en Estados Unidos.

## Sentencia
Se le acusaba de haber facilitado "comunicaciones seguras a narcotraficantes de alto nivel y otros líderes de organizaciones criminales", de acuerdo al anuncio del FBI en 2018. El director ejecutivo, Vincent Ramos, fue condenado en 2019 a nueve años de prisión tras decirle a agentes encubiertos que creó el dispositivo para ayudar a  narcotraficantes. Entre los clientes se encontraban miembros del Cártel de Sinaloa, y, según se informa, el FBI le pidió a Ramos que creara una puerta trasera en la red encriptada de Phantom Secure, lo que se negó a hacer.

## Cameron Ortis
En septiembre de 2019, la RCMP arrestó a un hombre acusado de filtrar información a organizaciones extranjeras. Cameron Ortis fue el director general del Centro Nacional de Coordinación de Inteligencia (NICC), una rama de la RCMP especializada en análisis. Estuvo a cargo del NICC desde 2016, tras haberse unido a la RCMP en 2007 como analista estratégico con experiencia académica en tecnología y delincuencia, después de completar un doctorado en la Universidad de Columbia Británica antes de unirse.
En 2018, en una operación conjunta entre la RCMP y el FBI señalaba que podría haber un "topo" y la investigación condujo al arresto de Ortis. Los medios de comunicación han vinculado su arresto con Phantom Secure.
Se le acusaba de cinco cargos con fundamento en la Ley de Seguridad de la Información y el Código Penal.
Los cargos contra Ortis incluyen que en 2015 proporcionó "información operativa especial" a "VR", quien se cree es Vincent Ramos. A principios del año 2024, Ortis fue condenado a 14 años de prisión.